# A Autoestrada
A Autoestrada (em inglês Roadwork) é um livro de suspense escrito por Stephen King, sob o pseudônimo de Richard Bachman, que foi publicado em 1981. 

## Sinopse
O livro conta a história de Barton George Dawes que, após saber que sua casa e seu local de trabalho serão demolidos para ser construída uma autoestrada, fica frustrado e de um cidadão comum torna-se uma ameaça à cidade. Seu filho morrera recentemente por causa de um tumor no cérebro e o seu casamento não vai nada bem. E depois dessa notícia, ele fará de tudo para que sua casa e seu local de trabalho não sejam demolidos, uma vez que ali estão suas memórias, a sua história, a sua vida. 